# Mohamed Suleiman
Mohamed Suleiman (arabisch محمد سليمان, DMG Muḥammad Sulaimān; * 23. November 1969) ist ein ehemaliger katarischer Mittel- und Langstreckenläufer somalischer Herkunft.
Er stammt aus demselben Clan wie die Weltklasseläufer Abdi Bile, Abdihakem Abdirahman und Mohammed Farah startete aber schon seit seiner Jugend für Katar und konzentrierte sich zunächst auf den 1500-Meter-Lauf.
Bereits mit 18 Jahren qualifizierte er sich für die Olympischen Spiele 1988 in Seoul, bei denen er aber nicht über den Vorlauf hinauskam. Bei den Leichtathletik-Weltmeisterschaften 1991 wurde er Neunter.
1992 feierte er seinen größten Erfolg, als er bei den Olympischen Spielen in Barcelona die Bronzemedaille hinter Fermín Cacho (ESP) und Rachid El Basir (MAR) gewann. Es war die erste olympische Medaille für Katar überhaupt.
Bei den Weltmeisterschaften 1993 in Stuttgart wurde er Vierter, bei den Weltmeisterschaften 1995 in Göteborg Siebter, bei den Olympischen Spielen 1996 in Atlanta Neunter und bei den Weltmeisterschaften 1997 in Athen Sechster.
Zum Abschluss seiner Karriere wechselte er bei den Olympischen Spielen 2000 in Sydney zum 5000-Meter-Lauf und kam auf den 14. Platz.

## Persönliche Bestleistungen
- 1000 m: 2:18,91 min, 28. Juli 1995, Lindau
- 1500 m: 3:32,10 min, 13. August 1997,	Zürich
- 1 Meile: 3:51,12 min, 16. August 1995,	Zürich
- 2000 m: 4:55,57 min, 8. Juni 1995, Rom (aktueller Asienrekord; Stand April 2010)
- 3000 m: 7:38,20 min, 27. August 1993, Berlin
- 5000 m: 13:24,22 min, 5. August 2000, Heusden